# Brabirodes peruviana
Brabirodes peruviana là một loài bướm đêm trong họ Geometridae.